# Hermann Gottfried Pauli
Hermann Gottfried Pauli (* 25. September 1720 in Braunschweig; † 20. oder 27. Februar 1786) war ein deutscher evangelischer Theologe.

## Leben
Der Sohn des Theologen Hermann Reinhold Pauli und Bruder von Ernst Ludwig Pauli sowie Georg Jakob Pauli besuchte das reformierte Gymnasium zu Halle (Saale) und besuchte ab 1737 die dortige Universität. 1742 wurde er Hauslehrer eines Baron von Groote, den er nach Utrecht begleitete. Den Winter dieses Jahres verbrachte Pauli dort und hörte auch an der Universität Utrecht Vorlesungen. Danach reiste er zurück durch Maastricht, Köln, Wetzlar, Marburg und Kassel.
1743 wurde Pauli in Köthen Hauslehrer der Anhalt-Köthener Prinzen Karl Georg Lebrecht und Friedrich Erdmann, bald darauf auch Hofdiakon.
Im Jahr 1749 schließlich ging Pauli als Pfarrer nach Merzin. Diese Stelle hatte er bis 1765 inne, als er Diakon und dritter Prediger an der Köthener Stadtkirche St. Jakob wurde. In dieses Amt wurde er am 3. Advent des Jahres eingeführt. Zum Konsistorialrat, Oberhofprediger, Superintendenten und ersten Prediger von St. Jakob ernannte man Pauli 1772.
65-jährig verstarb Pauli 1786 auf einer Reise. Es gibt unterschiedliche Angaben zum Todesdatum; entweder der 20. oder der 27. Februar.

## Familie
Am 10. Mai 1746 ehelichte Pauli Maria Eleonore, die Tochter des Hallischen Gerichtsassessors Sebastian Leveaur, die Witwe des Dompredigers Ernst Kiesewetters war. Maria Eleonore starb 1768. Der Ehe entstammten drei Söhne, von denen einer noch 1776 lebte.

## Werke
- Thränen der aufrichtigen Liebe bey dem Grabe seiner zärtlich geliebten Gattinn (Köthen 1768)
- Gedächtnißrede bey der Beerdigung der Jungfer, Sophien Eleonoren Laurentius (Köthen 1769)